# Матяс Микола Миронович
Микола Миронович Матяс (1901, тепер Білорусь — ?) — український радянський діяч, голова Макіївського і Сталінського (Донецького) міськвиконкомів Сталінської області. Депутат Верховної Ради СРСР 1-го скликання (з 1941 року).

## Біографія
Народився у лютому 1901 року в родині залізничника. Батьки походили із селян села Добучні біля Пружан (тепер Брестської області, Білорусь). Не маючи свого господарства, вони на початку 1900 року пішли з села на заробітки. Батько працював майстром Олександрівської (Московсько-Брестської) залізниці.
З 1910 року Микола Матяс навчався у церковноприходській школі, а потім закінчив вище початкове училище.
У 1918 році вступив добровольцем до Червоної армії. Служив червоноармійцем у 2-му головному відновлювальному загоні, воював проти військ чехословаків, адмірала Колчака та генерала Денікіна, брав участь у радянсько-польській війні 1920 року. Після чотирьох років військової служби демобілізувався і перейшов на роботу в народному господарстві. У 1923 році вступив до комсомолу.
З 1923 року працював на господарській і радянській роботі на Донбасі: в Артемівську, Амвросіївці, Риковому (Єнакієвому).
Член ВКП(б) з 1926 року.
У 1932—1933 роках — заступник голови Контрольної комісії Робітничо-селянської інспекції (КК РСІ) УСРР у місті Макіївці. З 1933 року очолював державний банк у Макіївці Донецької області.
У 1940—1941 роках — голова виконавчого комітету Макіївської міської ради депутатів трудящих Сталінської області.
Під час німецько-радянської війни перебував на відповідальній радянській роботі.
У 1943—1945 роках — голова виконавчого комітету Макіївської міської ради депутатів трудящих Сталінської області.
У 1945—1947 роках — голова виконавчого комітету Сталінської міської ради депутатів трудящих Сталінської області.